# Верхние Торгаи
Верхние Торгаи (укр. Верхні Торгаї) — село в Нижнесерогозской поселковой общине Генического района Херсонской области Украины. В 2022 году, во время вторжения России на Украину, село было захвачено. На данный момент находится под оккупацией ВС РФ.
Население по переписи 2001 года составляло 614 человек. Почтовый индекс — 74740. Телефонный код — 5540. Код КОАТУУ — 6523881501.

## Местный совет
74740, Херсонская обл., Нижнесерогозский р-н, с. Верхние Торгаи, ул. Восточная, 26